# CentraleSupélec
CentraleSupélec er et fransk ingeniør-institut tilknyttet Université Paris-Saclay.
Instituttet blev oprettet i 2015, fusion af École Centrale de Paris og École supérieure d'électricité, og har i dag omkring 5000 studerende. 

## Internationalt samarbejde
CentraleSupélec-samarbejdsuniversiteter:
- Top Industrial Managers for Europe (TIME): Danmarks Tekniske Universitet (DTU), CentraleSupélec[3]